# Scarabaeinae
Scarabaeinae là một phân bọ bọ cánh cứng gồm các loài gọi tên chung là bọ hung thật sự. Phần lớn bọ cánh cứng thuộc phân họ này chỉ ăn phân. Các thành viên nổi bật gồm các chi Scarabaeus và Sisyphus, và Phanaeus vindex.

## Phân loại
Các tông trong phân họ Scarabaeinae với một số chi và loài chọn lọc gồm:
- Canthonini
  - Anachalcos Hope, 1837
  - Canthon Hoffmannsegg, 1817
  - Circellium Latreille, 1825
  - Deltochilum
    - Deltochilum valgum

  - Dicranocara Frolov and Scholtz, 2003
  - Versicorpus Deschodt Davis and Scholtz, 2011
- Coprini
  - Copris Geoffroy, 1762
  - Heliocopris
  - Metacatharsius
- Dichotomiini
  - Dichotomius
- Eucraniini
- Eurysterini
  - Eurysternus
- Gymnopleurini (đôi khi bao gồm trong Scarabaeini)
  - Garreta Janssens, 1940
  - Gymnopleurus Illiger, 1803
- Oniticellini
  - Euoniticellus Janssens, 1953
  - Oniticellus Serville, 1825
- Onitini
  - Bubas Mulsant, 1842
  - Cheironitis Lansberge, 1875
  - Onitis Fabricius, 1798
- Onthophagini
  - Onthophagus
- Phanaeini MacLeay, 1819
  - Oxysternon
  - Phanaeus
    - Phanaeus changdiazi
    - Phanaeus vindex
- Scarabaeini
  - Pachylomera
  - Scarabaeus
- Sisyphini (đôi khi bao gồm trong Scarabaeini)
  - Neosisyphus
  - Sisyphus
- Incertae sedis
  - Anisocanthon
  - Anomiopus

Coprini, Oniticellini, Onitini, Onthophagini và Phanaeini đôi khi được tách ra phân họ Coprinae.

## Hình ảnh

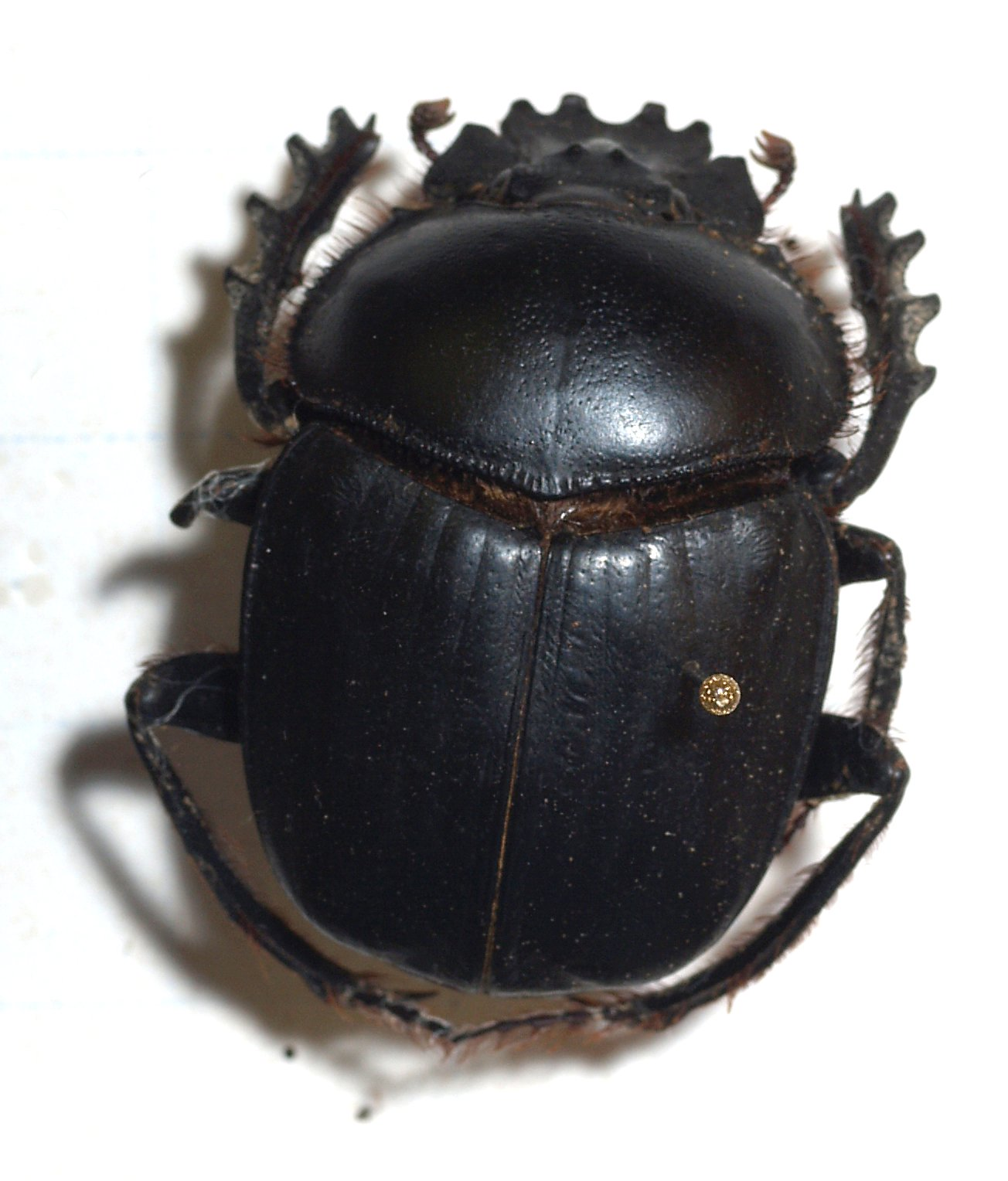
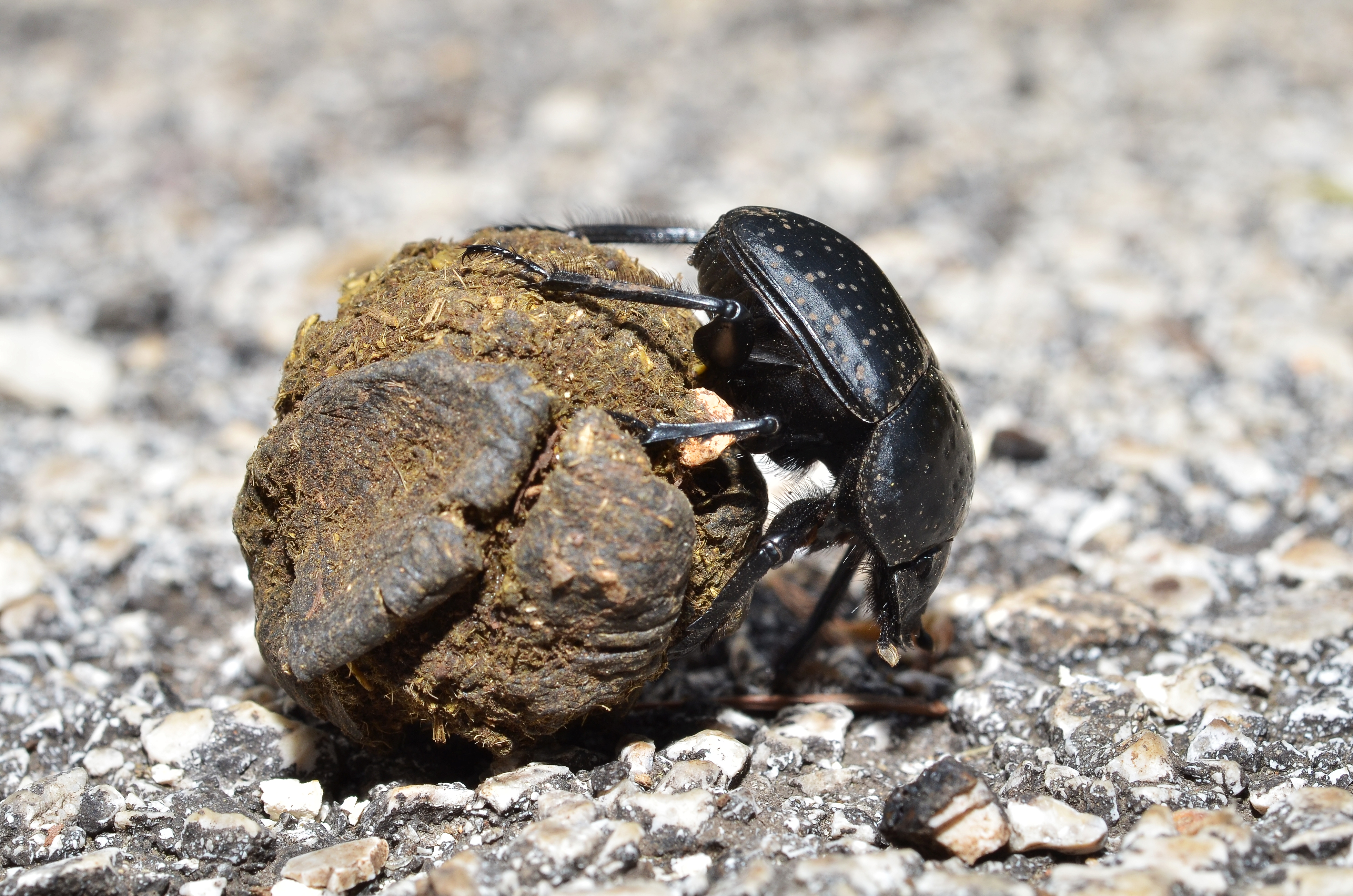
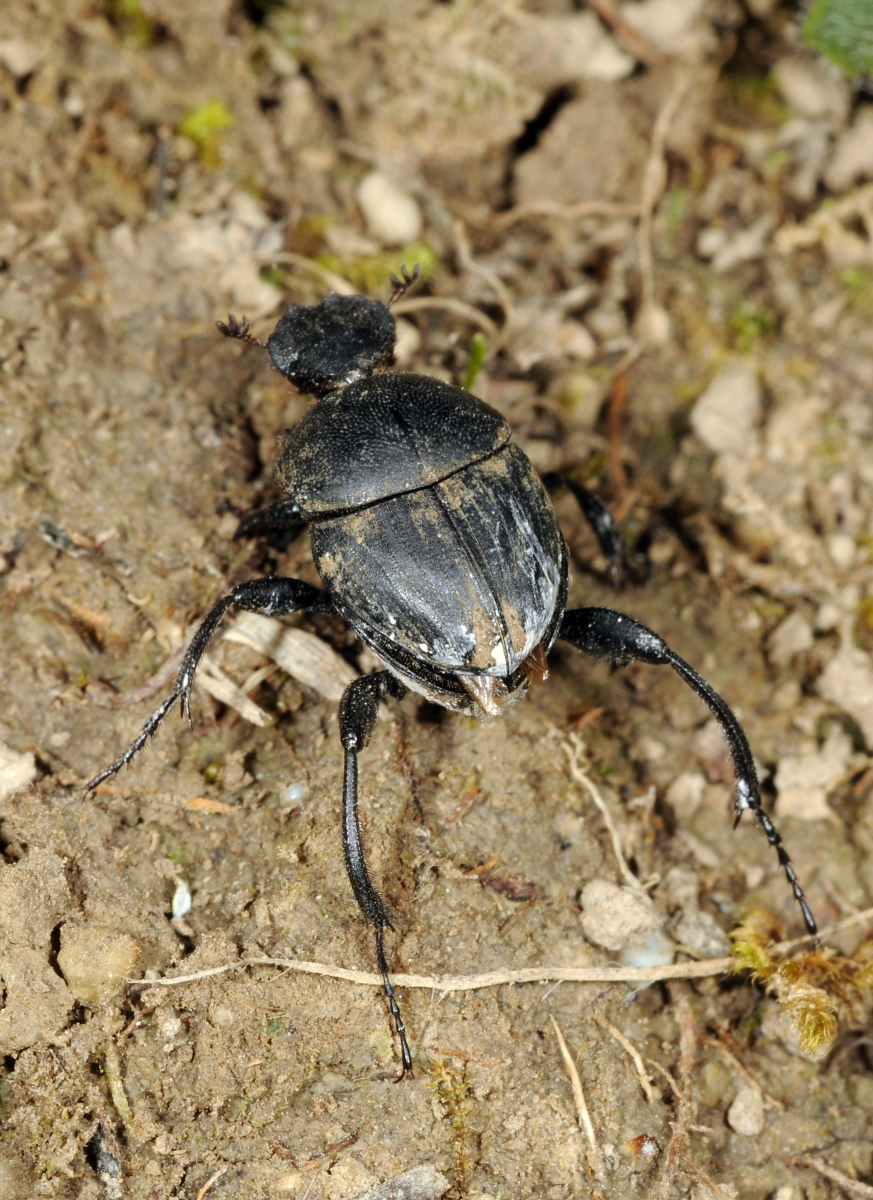
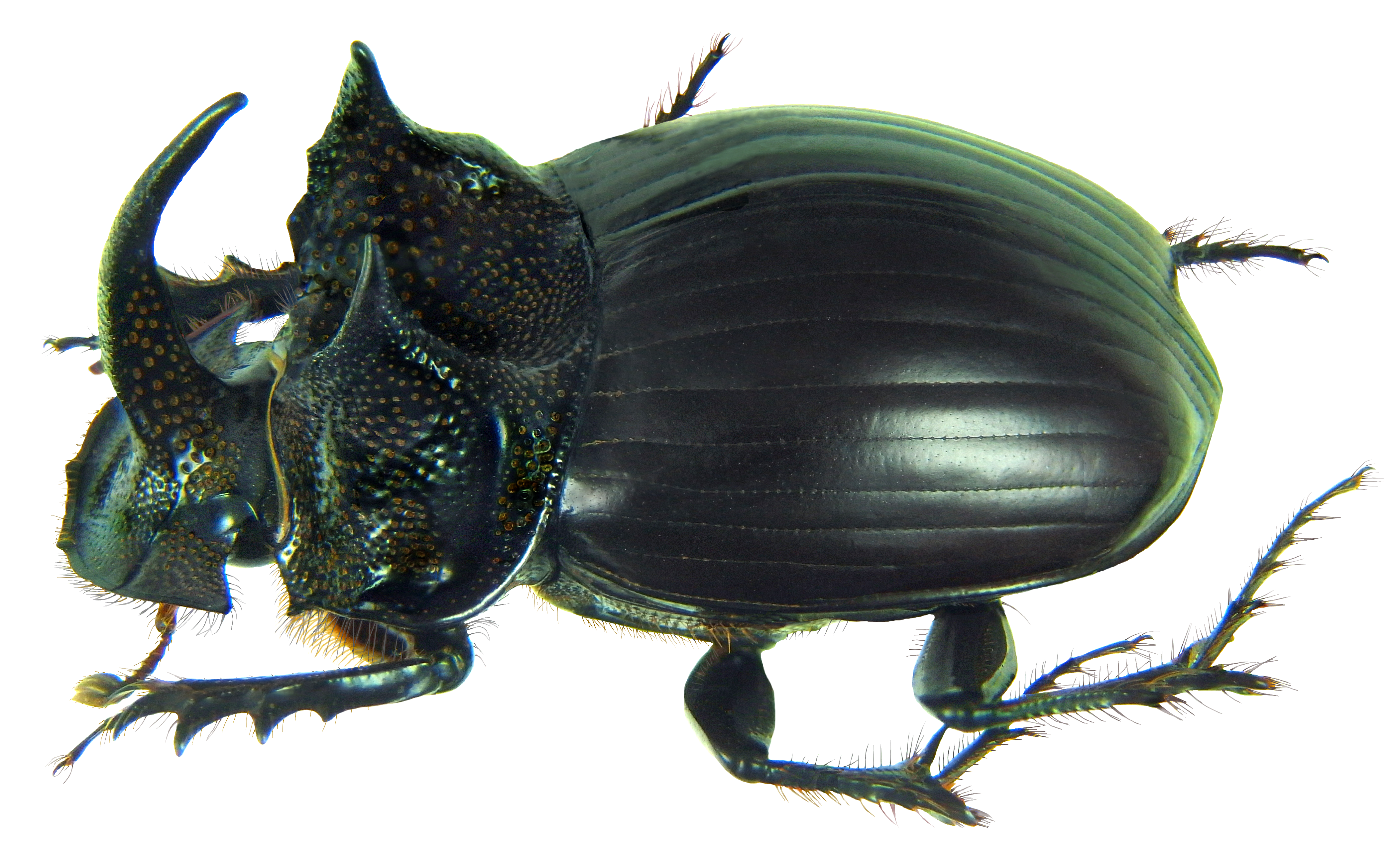